# Vasco Cabral
Vasco Cabral (Farim, 1926 — Bissau, 2005) foi um escritor e político de Guiné-Bissau. Foi ministro da Economia e das Finanças, ministro da Justiça e vice-presidente da Guiné-Bissau.
Estudou na Universidade Técnica de Lisboa e foi um dos apoiantes da campanha de Norton de Matos. Foi preso em 1953 por sua atuação contra o regime de António de Oliveira Salazar. Foi um dos fundadores do Partido Africano para a Independência da Guiné e Cabo Verde (PAIGC).

## Obra
- A luta é a minha primavera, 1981 (poesia)